# Philodendron huashikatii
Philodendron huashikatii är en kallaväxtart som beskrevs av Thomas Bernard Croat. Philodendron huashikatii ingår i släktet Philodendron och familjen kallaväxter. Inga underarter finns listade.